# 八木誠政
八木誠政（やぎ のぶまさ、1894年5月17日 - 1967年2月18日）は、日本の生物学者・昆虫学者。国際昆虫学会議常任委員、日本昆虫学会会長を務めた。

## 経歴
1894年（明治27年）5月17日、長野市松代に生まれる。1912年3月に長野県上田中学校を卒業。1916年3月、上田蚕糸専門学校養蚕科卒業。1916年4月財団法人大原奨農会農業研究所昆虫部に入所したが1917年8月退職し、1917年9月東京帝国大学理科大学動物学選科に入学。1920年7月同修了。同年9月農商務省農事試験場昆虫部嘱託。1921年7月大原農業研究所研究員。1923年5月退職。上田蚕糸専門学校講師兼農事試験場嘱託。1924年12月京都帝国大学助教授、農学部勤務。1926年7月理学博士、1926年6月欧米各国へ出張。1928年1月帰国、1929年4月退職。1930年4月から1948年3月まで農林省農事試験場昆虫部嘱託。1931年3月より1950年4月まで東京文理科大学講師兼任。1934年10月、同大学菅平高原生物研究所主任。1949年6月、信州大学上田繊維専門学校教授兼信州大学教授、1951年3月国際昆虫学会議出席を兼ねて欧州各国へ出張、同年9月帰国。同年8月農学博士、1959年日本昆虫学会長、1960年1月、第5期日本学術会議会員、1960年4月信州大学を停年退職。1960年8月国際昆虫会議・国際生物、気象学会議出席を兼ね欧州諸国へ出張。1961年4月東京農業大学教授。1966年5月停年退職後引続き同大学院教授嘱託。1967年2月、日本昆虫学会名誉会員。
1967年（昭和42年）2月18日、膵臓腫瘍のため死去、72歳。
ヤギシロトビムシ（ヤギトビムシモドキ）は八木に献名された著名害虫である。

## 著作

### 単著、共著、共編
- 『函数生物学』（小泉清明 共著）裳華房、1929年。
- 『東京文理科大学附属 菅平高原生物研究所』（「採集と飼育」第1巻（342-351）別刷）内田老鶴圃、1939年。
- 『家蚕寄生蠻(キョウ)蛆の物理的駆除法』西ケ原刊行会、1939年。
- 『温度と生物:学説及実験』（蒲生俊興 共編）養賢堂、1942年。
- 『生態学概説』（野村健一 共編）養賢堂、1952年。
- 『昆虫学本論』養賢堂、1957年。
- 『新編 生態学汎論』養賢堂、1960年。
- 『新農薬研究施設』（住木諭介 共編）南江堂、1966年。

### 論文、雑誌
- 「Lycaena argus montanus n.var.並に同蝶の気候的2型」『昆虫学雑誌（京都）』第1巻第4号、1915年、139 -。
- 「Preliminary note on the life-period of the bulb mite Rhizoglyphus echinops」『Berich. Ohara Inst. land. Forsch.』第1巻第3号、大原奨農会農業研究所、1918年。
- 仁礼景雄共著「本島産未記録の小灰蝶に就て」『昆虫世界』第23巻第268号、名和昆虫研究所、1919年、443-445頁。

- 「蠶蛹に見出せる三種の壁蝨」『動物学雑誌』第31巻第364号、東京動物學會、1919年2月28日。
- 「蠶蛹に見出せる三種の壁蝨（續）」『動物学雑誌』第31巻第365号、東京動物學會、1919年3月28日。

- 「Analysis of the growth of the insect larvae」『Mem. Coll. Agr』第1巻、Kyoto Imp.Univ.、1926年。
- 「カヒコとクハゴとの交雜種に就て(豫報)」『動物学雑誌』34(408)、東京動物學會、1922年10月15日、832-834頁。
- 「蠶の繭色と向色性に就きて」『動物学雑誌』35(412)、東京動物學會、1923年4月26日、71-77頁。
- 「昆蟲の新「經過式」」『動物学雑誌』35(412)、東京動物學會、1923年4月26日、97-98頁。
- 「血液の電氣傳導度及滲透壓の變化に基く昆蟲齡の生理的二期に就て」『動物学雑誌』36(430)、東京動物學會、1924年8月15日、319-328頁。
- 「天蠶蛾類の營繭性に就て」『動物学雑誌』第38巻第447号、東京動物學會、1926年1月15日、14-16頁。
- 「講演要旨 XXXIV 昆蟲の發育と温度との關係に就いて」『動物学雑誌』第40巻第482号、東京動物學會、1928年12月15日、517-518頁。
- 「講演要旨 LXI. 生長式に就ての一例」『動物学雑誌』第41巻490・491、東京動物學會、1929年9月15日、422-424頁。
- 「XXXVI. モノアラガヒの成長に及ぼす養水の量の影響(豫報)」『動物学雑誌』第41巻490・491、東京動物學會、1929年9月15日。
- 「三化螟虫分布の北限に就て」『日本学術協会報告』第6巻、1930年。
- 「コバネイナゴに於ける Reflex と其の中樞に就て」『昆蟲』第4巻第1号、東京昆蟲學會、1930年4月5日、38-44頁。
- 「蠶體の冷却曲線に就いて」『動物学雑誌』43（508・509・510）、東京動物學會、1931年3月15日、369-371頁。
- 「二化螟蛾の翅の運動と温度との關係に就て」『昆蟲』第7巻第5-6号、東京昆蟲學會、1933年12月24日、199-204頁。
- 「二化螟蟲の生理及び生態に關する研究(農林省農事試驗場昆蟲部職員講演要旨)」『昆蟲』第8巻第4-6号、東京昆蟲學會、1934年12月31日、312頁。
- 「小島さんとカラスミと蘭の花」『昆蟲』第9巻第1号、東京昆蟲學會、1935年5月21日、xv。
- 「日本昆蟲學會第2囘大會講演要旨：活動電流に依る寄生蠻(キョウ)蛆の檢出に就いて」『昆蟲』第12巻第6号、東京昆蟲學會、1938年12月26日、32頁。
- 「NICOLAS RASHEVSKY, Mathematical Biophysics, Physicomathematical Foundations of Biology」『動物学雑誌』第52巻第12号、東京動物學會、1940年12月15日、493-494頁。
- 「二化螟虫の紫外線波長範囲に就て」『応用動物学雑誌』第12巻第3/4号、東京昆蟲學會、1940年、233頁。
- 「新著紹介：V. B. WIGGLESWORTH, The principles of insect physiology, 1939.」『動物学雑誌』、東京動物學會、1940年8月15日、322-323頁。
- 「新著紹介：Theodor JUST, Plant and Animal Communities, American Midland Naturalist, Vol. 21, No. 1, Jan. 1939」『動物学雑誌』第52巻第12号、東京動物學會、1940年12月15日、493頁。
- 「新著紹介：E. S. MILLER, Quantative Biological Spectroscopy, 1939.」『動物学雑誌』第52巻第12号、東京動物學會、1940年12月15日、493-494頁。
- 「新著紹介：F. S. BODENHEIMER, Problems of Animal Ecology, 1938」『動物学雑誌』第52巻第12号、東京動物學會、1940年12月15日、494頁。

- 「二化螟蛾の感光波長範圍に就いて(日本昆蟲學會第 4 囘大會講演要旨)」『昆蟲』第14巻5・6、東京昆蟲學會、1941年1月25日、233頁。
- 「複眼の不感光波長に就て」『動物学雑誌』第55巻第2号、東京動物學會、1943年2月15日。
- 「新著紹介：STUDIES ON THE COMPOUND EYES OF LEPIDOPTERA 1.ON THE COMPOUND EYES OF BUTTERFLIES, ESPECIALLY ON THE PSEUDOPUPIL AND ITS MEANING TO THE PHYLOGENY OF SPECIES」『信州大学紀要』、信州大学教育学部、1951年7月、131-173頁。
- 「應用の基礎Eco-Morphologyの對照となる複眼について」『應用動物學會・日本應用昆蟲學會合同大会講演要旨 : 日本農學會大會分科會』1953年4月2日、7頁。
- 梅鉢幸重 他「蝶その他二, 三の動物の螢光性物質について(生理)」『動物学雑誌』第62巻3・4、東京動物學會、1953年4月15日、147頁。
- 森主一 他「ショウジョウバエの集團適應(分類・動物地理・生態)」『動物学雑誌』第62巻3・4、東京動物學會、1953年4月15日、63頁。
- 「Note of electron microscopic research on pterin pigments in the scale of Pierid butterfies」『Annot. Zool. Jap.』第27巻第3号、日本動物学会、1954年、113-115頁。
- 大島長造、関得一郎「テントウムシの翅鞘におけるチロジンについて(生理・生化学)」『動物学雑誌』第63巻3・4、東京動物學會、1954年4月15日、68頁。
- 佐無田竧、桑原万寿太郎「アメリカザリガニの眼の網膜細胞における色素移動の日週期性について(生理・生化学)」『動物学雑誌』第63巻3・4、東京動物學會、1954年4月15日、76頁。
- 桑原万寿太郎 他「昆虫の条件反射偏(生理・生化学)」『動物学雑誌』第63巻3・4、東京動物學會、1954年4月15日、77-78頁。
- 朝比奈英三 他「原形質の凍結過程の観察(生理・生化学)」『動物学雑誌』第63巻3・4、東京動物學會、1954年4月15日、85-86頁。
- 「研究の思い出(1)」『植物防疫』第9巻第11号、1955年、472頁。
- 「研究の思い出(2)」『植物防疫』第9巻第12号、1955年、515頁。
- 小山長雄、降旗剛寛 (1956-04-10). “ニカメイガ複眼色素移動の自律日週性について(予報)(昭和31年度日本農学会大会専門部会)”. 應用動物學會・日本應用昆蟲學會合同大會講演要旨 : 日本農學會大會分科會. 昭和31年度 (應用動物學會 : 日本應用昆蟲學會).
- 「生化学 複眼の機能単位について」『動物学雑誌』第66巻2・3、東京動物學會、1957年3月15日。
- 「綜合討論(生態学・生理学)」『動物学雑誌』第66巻2・3、東京動物學會、1957年3月15日、83頁。
- 「綜合討論(生態学・生理学)」『動物学雑誌』第66巻2・3、東京動物學會、1957年3月15日、83頁。
- 「綜合討論(生態学・生理学)」『動物学雑誌』第66巻2・3、東京動物學會、1957年3月15日、86-87頁。
- 「研究の動機」『新昆虫』第11巻第3号、1958年、10-11頁。
- 「蝶を追つて50年」『新昆虫』第12巻第4号、1959年、25-27頁。
- 「石森直人博士を偲ぶ」『昆蟲』、東京昆蟲學會、1961年12月15日、279-280頁。

- 「The compound eye of Lepidoptera : approach from organic evolution / by N. Yagi, N. Koyama.」、Shinkyo-Press、1963年。
- 「私と俳画」『植物防疫』第18巻第3号、1964年、121頁。

- 『八木誠政論文・著書・特許目録』八木誠政、1959年。（1959年2月までの論著126篇と特許5件の目録）